# Konstanty Kalinowski

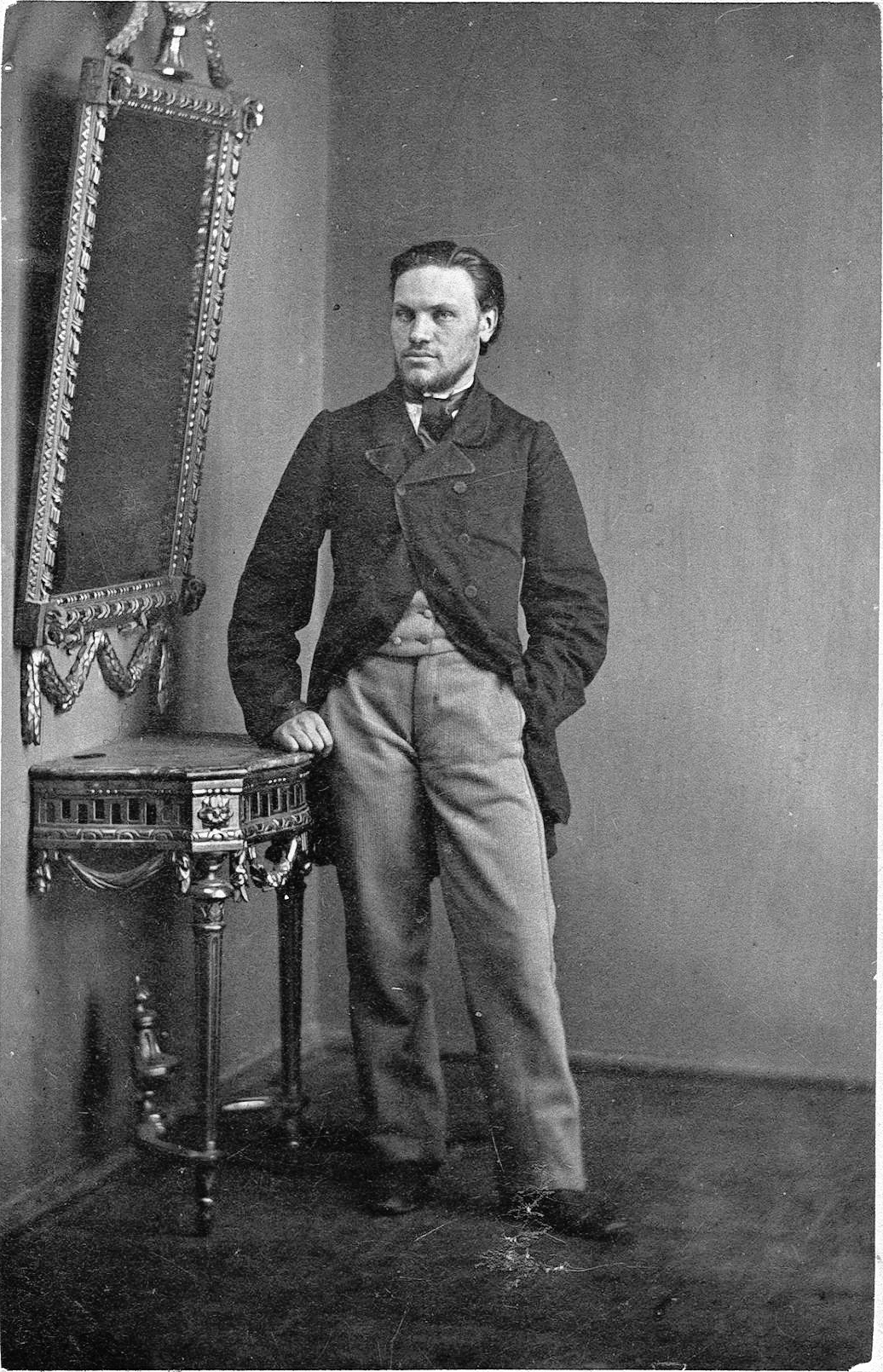
Konstanty Kalinowski, en 1863

Konstanty Kalinowski (Касту́сь Каліно́ўскі: Kastuś Kalinoŭski), también (Вінцэ́нт Канстанці́н Каліно́ўскі), Konstantinas Kalinauskas, o Wincenty Konstanty Kalinowski (2 de febrero de 1838) – (22 de marzo de 1864), fue un escritor, periodista, abogado y revolucionario polaco. Fue uno de los líderes del Levantamiento de Enero de 1863 en la antigua República de las Dos Naciones. Se lo considera un héroe nacional en las actuales Polonia, Lituania y Bielorrusia. Particularmente en Bielorrusia, Kalinowski es venerado como Padre de la Patria e ícono del nacionalismo bielorruso.
Kalinowski llevó a cabo sus actividades con el fin de reinstalar Lituania, Rutenia (ahora Bielorrusia y Ucrania) y Polonia en las tradiciones de la comunidad polaco-lituana.

## Juventud y educación
Kalinowski nació en Mostowlany, en la Gobernación de Grodno del Imperio ruso (ahora Polonia) en una familia szlachta. La familia Kalinowski procedía de la región polaca de Mazovia y llevaba el escudo de armas de Kalinowa. Szymon, su padre, era administrador de la granja y mansión Mostowlany. Su hermano mayor, Wiktor Kalinowski, se convertiría en historiador. En 1849, su padre compró un folwark cerca de Svislach (ahora Bielorrusia) donde creció Konstanty.
Después de graduarse en una escuela local en Svislach en 1855, Kalinowski ingresó a la facultad de Medicina de la Universidad de Moscú como estudiante externo. Después de un semestre se mudó a San Petersburgo, donde estaba su hermano, y se incorporó a la facultad de Derecho de la Universidad de San Petersburgo. Junto con su hermano Wiktor, se involucró en conspiraciones de estudiantes polacos y sociedades culturales secretas, encabezadas por Zygmunt Sierakowski y Jarosław Dąbrowski. Después de graduarse en 1860, Konstanty viajó a Vilna donde solicitó –sin éxito– unirse al servicio civil bajo el mando de Vladimir Ivanovich Nazimov.

## Carrera

### Obra literaria

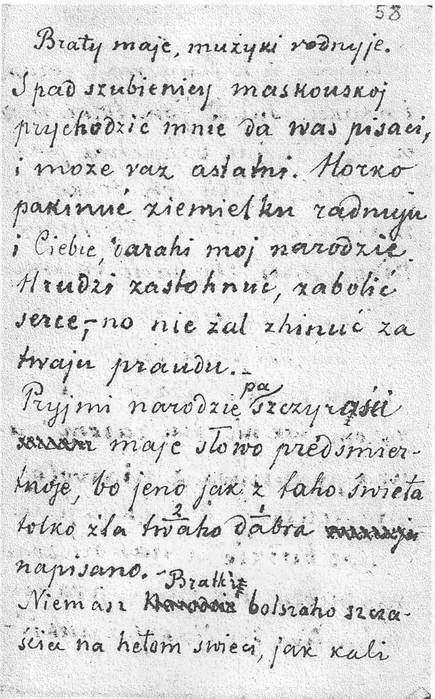
Fragmento de "Cartas desde debajo de la horca" de Kalinowski en Łacinka bielorruso

Konstanty luego regresó al área de Grodno en 1861. Comenzó a publicar Mužyckaja prauda (La verdad de los campesinos), el primer periódico en bielorruso, escrito en Łacinka, publicado desde junio de 1862. La verdad de los campesinos se publicó siete veces hasta 1863. Konstanty también publicó otros dos periódicos en polaco. Konstanty estaba más alineado con los rojos que representaba un movimiento democrático que unía a campesinos, trabajadores y algunos clérigos en lugar de los más moderados blancos (bandos dentro del Levantamiento de enero).
En su obra literaria, Kalinowski subrayó la necesidad de liberar a todas las personas de la antigua comunidad polaco-lituana de la ocupación de Rusia y de conservar y promover la fe greco-católica y el idioma bielorruso. También promovió la idea de la activación de los campesinos por la causa de la liberación nacional, idea que hasta entonces estaba dominada por la szlachta. Favoreció las tradiciones de democracia, tolerancia y libertad de la comunidad polaco-lituana, en contraposición a la opresión nacional de las culturas dominadas por la Rusia Imperial.
Hay cierto debate académico respecto a qué textos pueden atribuirse a Konstanty, quien se mostró insatisfecho con los tiempos y objetivos del Levantamiento de Enero, con el que rompió lazos el 23 de enero de 1863. Había habido algunos roces con otros líderes de este levantamiento en Varsovia.
Después del Levantamiento de Enero, estuvo involucrado en el secreto Comité Provincial Lituano en Vilna. Pronto fue ascendido a comisario del Gobierno Nacional Polaco para gobernar Grodno. Sus escritos lo hicieron popular tanto entre los campesinos como entre la nobleza, lo que permitió que las unidades partisanas bajo su mando crecieran rápidamente. Por a sus éxitos, fue ascendido a Comisario Plenipotenciario del Gobierno de Lituania, lo que lo convirtió en el comandante en jefe de todas las unidades partidistas que luchaban en el áreas del antiguo Gran Ducado de Lituania, que se encuentran en las actuales Lituania, Bielorrusia, Polonia oriental y Ucrania.

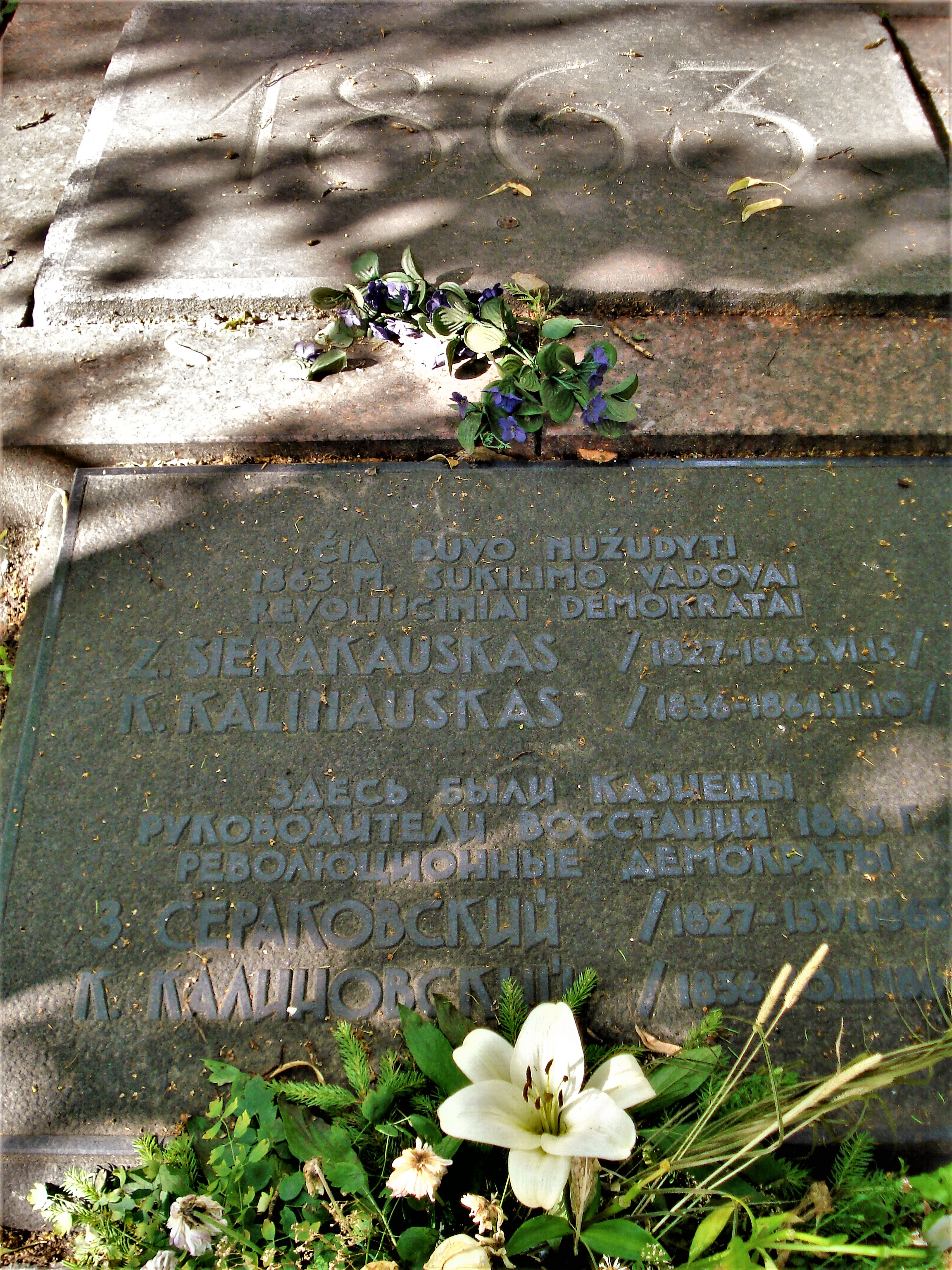
Placa conmemorativa que indica el sitio de ejecución de Kalinowski, en la plaza Lukiškės, en Vilna

## Últimos días
Sin embargo, después de los éxitos iniciales contra los ejércitos rusos, los rusos trasladaron un ejército de 120.000 hombres a la zona y los revolucionarios comenzaron a perder la mayoría de las escaramuzas. Finalmente, Kalinowski fue traicionado por uno de sus soldados y entregado a los rusos.
Estuvo encarcelado en Vilna, donde escribió una de sus obras más notables: Cartas desde debajo de la horca (Pismo z-pad szybienicy), un credo apasionado para sus compatriotas. Fue juzgado por un consejo de guerra acusado por liderar la rebelión y fue condenado a muerte. El 22 de marzo de 1864, a la edad de 26 años, fue ejecutado públicamente en la Plaza Lukiškės de Vilna.
Los restos de Kalinowski y de otros ejecutados por la rebelión fueron enterrados clandestinamente por las autoridades zaristas en el sitio de una fortaleza militar en la cima de la colina Gediminas en Vilna. En 2017, los restos de Kalinowski fueron analizados e identificados, y reenterrados solemnemente en el Cementerio de Rasos el 22 de noviembre de 2019, junto a otros 19 ejecutados por el levantamiento.

## Legado
Durante la llamada Revolución de los Jeans, quienes protestaban ante las elecciones presidenciales de Bielorrusia de 2006 llamaron simbólicamente Plaza Kalinovski a la Plaza de Octubre de Minsk, llamada así después de la revolución bochevique.
Durante la Invasión rusa de Ucrania, voluntarios bielorusos del lado de Ucrania formaron un batallón bajo su nombre, luego pasó a ser el Regimiento Kastuś Kalinoŭski.

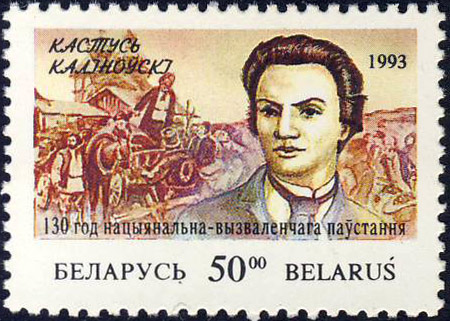
Sello postal bielorruso en honor a Kalinowski (1993)
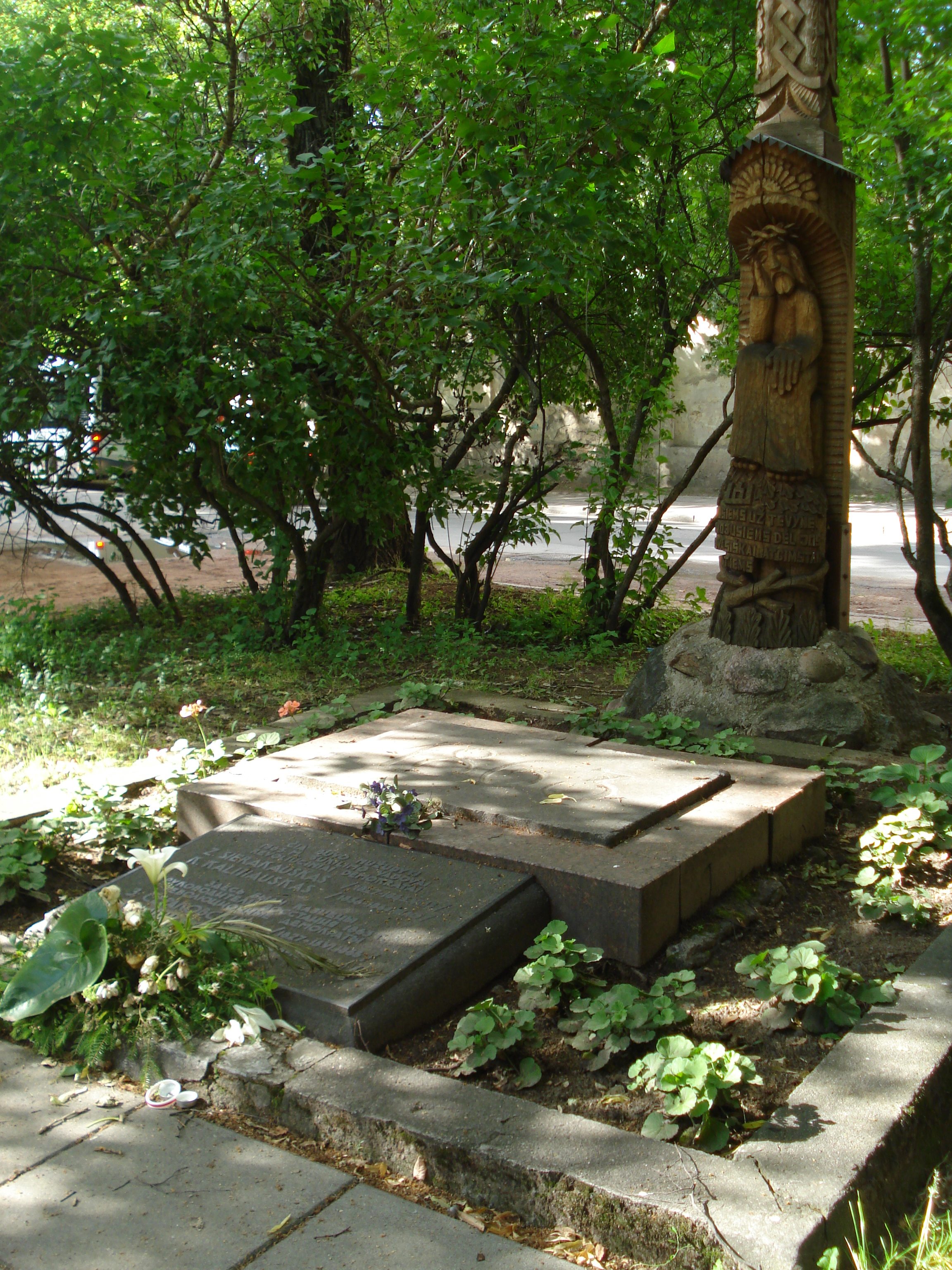
Placa conmemorativa en el sitio de ejecución de Kalinoŭski en Vilna, Lituania
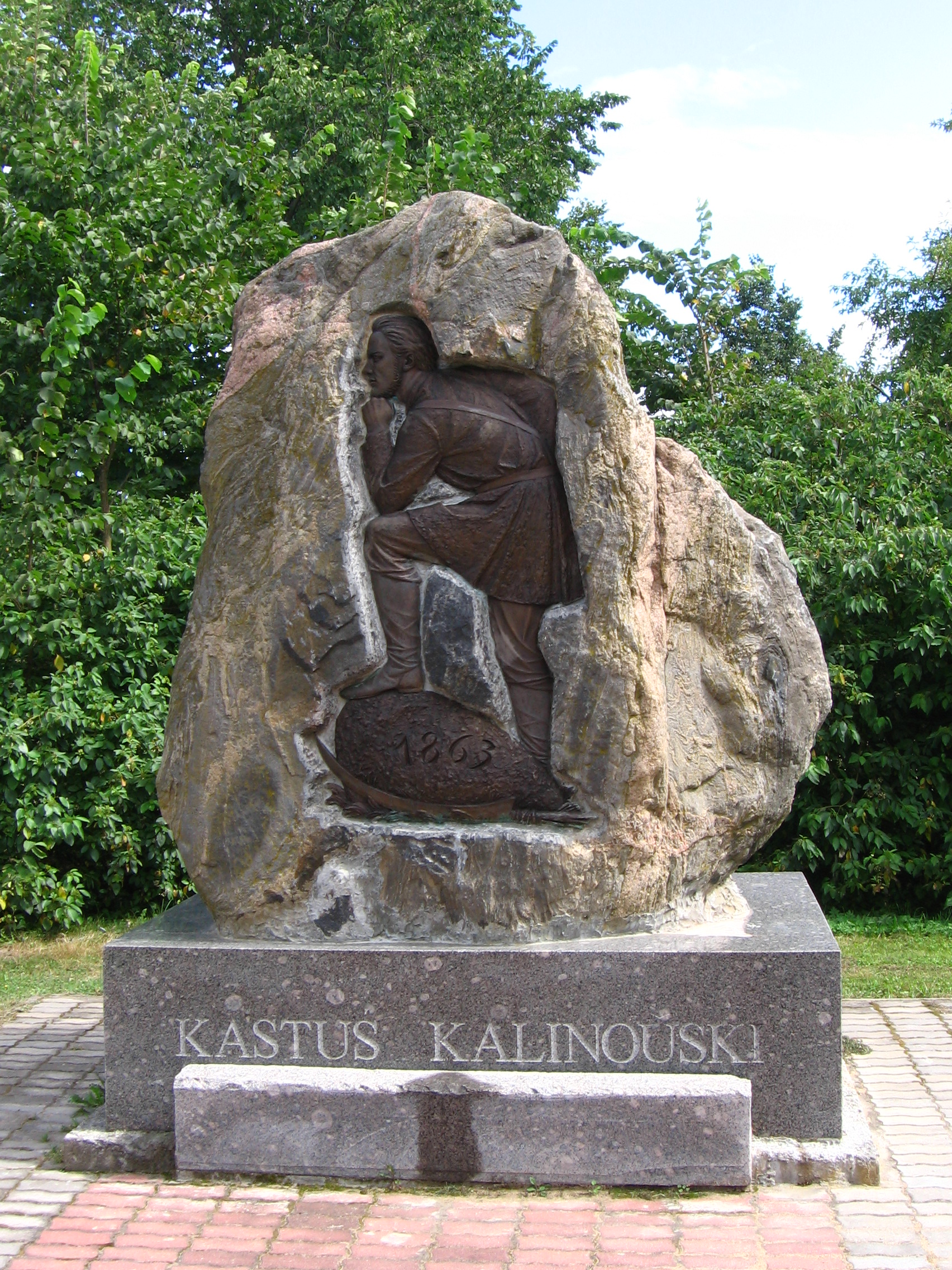
Monumento en Šalčininkai, Lituania
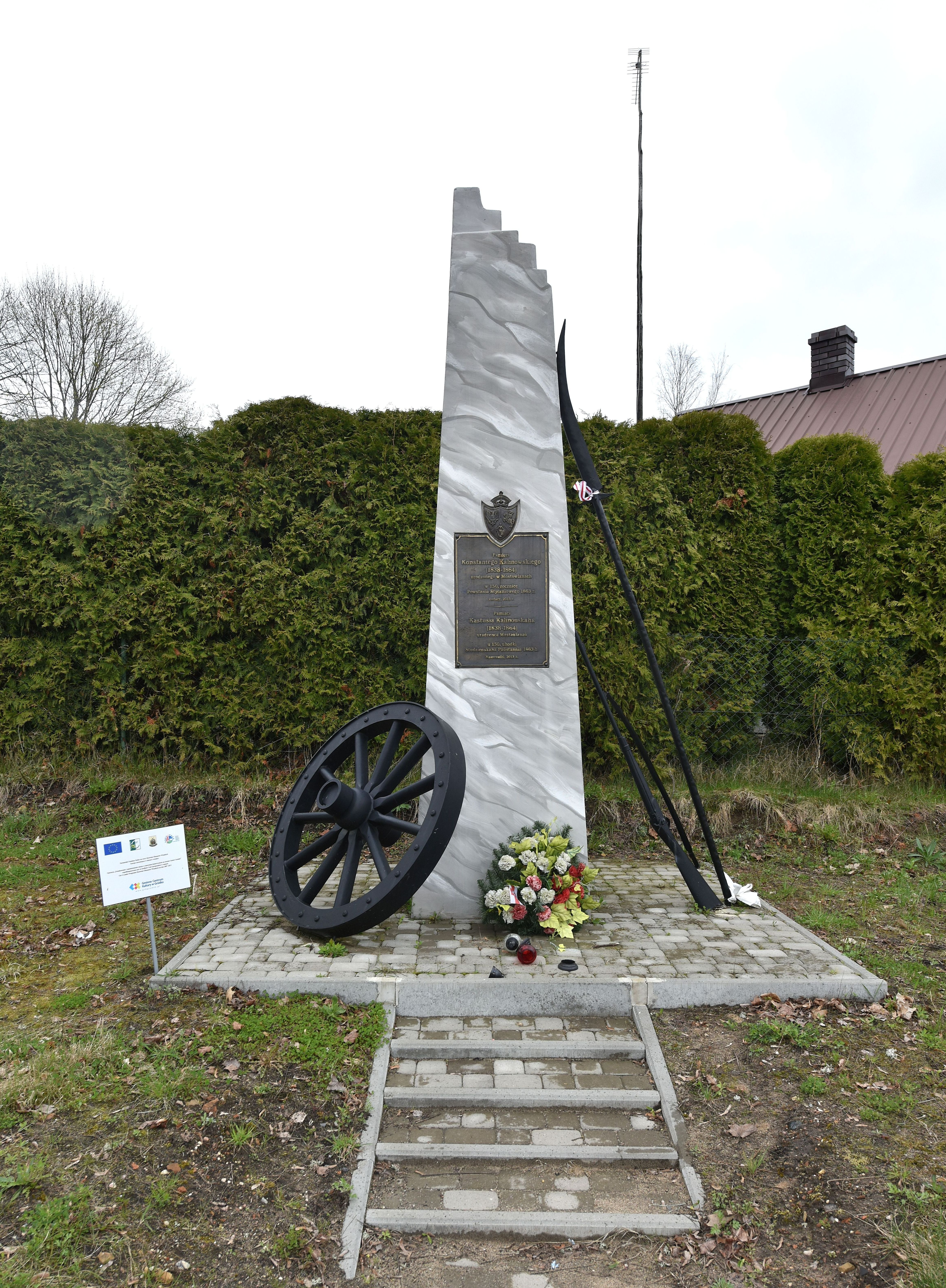
Monumento en Mostowlany, Polonia
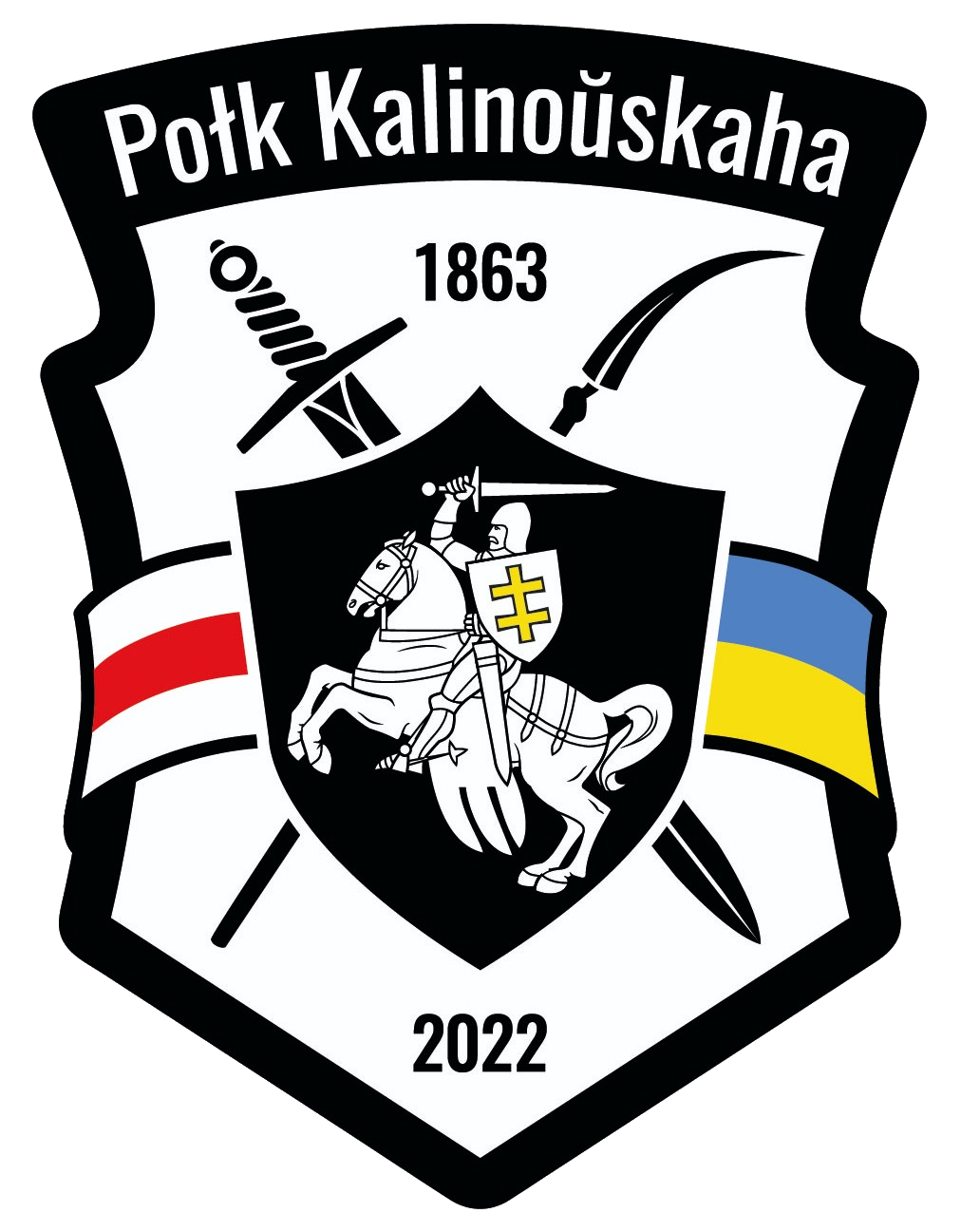
Logo del regimiento Kastuś Kalinoŭski (2022)